# Вассен, Фольке
Фольке Виктор Вассен (швед. Folke Viktor Wassén, 18 апреля 1918, Гётеборг, Швеция — 22 октября 1969, там же) — шведский яхтсмен, бронзовый призёр летних Игр в Хельсинки (1952).
Выступал за клуб GKSS из Гётеборга.
На летних Олимпийских играх в Хельсинки (1952) в составе экипажа, в который входил и его брат Магнус Вассен, завоевал бронзовую медаль в соревнованиях по парусному спорту в классе яхт 5,5 метров.